# Špela Močnik Paradiž
Špela Močnik Paradiž, slovenska radijska moderatorka in TV voditeljica * 2. april 1981, Ljubljana.
Od leta 2004 do 2010 je bila moderatorka na Radiu Hit, največjo popularnost je doživela kot moderatorka jutranjega programa - Hitove budilke. V letu 2011 je delala v dopoldanski ekipi Radia Center. Od novembra 2014 pa deluje v ekipi jutranjega programa TV Slovenija, oddaje Dobro jutro.
V letih 2007 in 2008 je na POP TV vodila resničnostni šov Kmetija.
Je dobitnica viktorja za najboljšo radijsko osebnost leta 2006, nominirana pa je bila tudi za radijskega viktorja popularnosti 2007.
Ima hčerko Julijo (rojeno 2012)